# ディラーワル・ハーン
ディラーワル・ハーン・ゴーリー（Dilawar Khan Ghori, 生年不詳 - 1405年）は、インド、マールワー・スルターン朝の君主（在位：1401年 - 1405年）。即位に際し、アミド・シャー・ダーウード（Amid Shāh Dā'ūd）を名乗った。

## 生涯
ディラーワル・ハーンはトゥグルク朝の君主フィールーズ・シャー・トゥグルクによって、マールワーの総督に任命された。
1401年、ディラーワル・ハーンはトゥグルク朝に忠誠を撤回し、マールワー・スルターン朝を創始した。
彼の創始した王朝はゴール朝と呼ばれ、1436年まで続いた。
1405年、ディラーワル・ハーンは死亡し、息子のフーシャング・シャーが王位を継承した。